# 위험한 영웅
"위험한 영웅"은 한국에서 제작된 김명용 감독의 1974년 영화이다. 이대엽 등이 주연으로 출연하였고 이우석 등이 제작에 참여하였다.

## 출연

### 주연
- 이대엽
- 김창숙
- 우연정